# Maarten Peeters

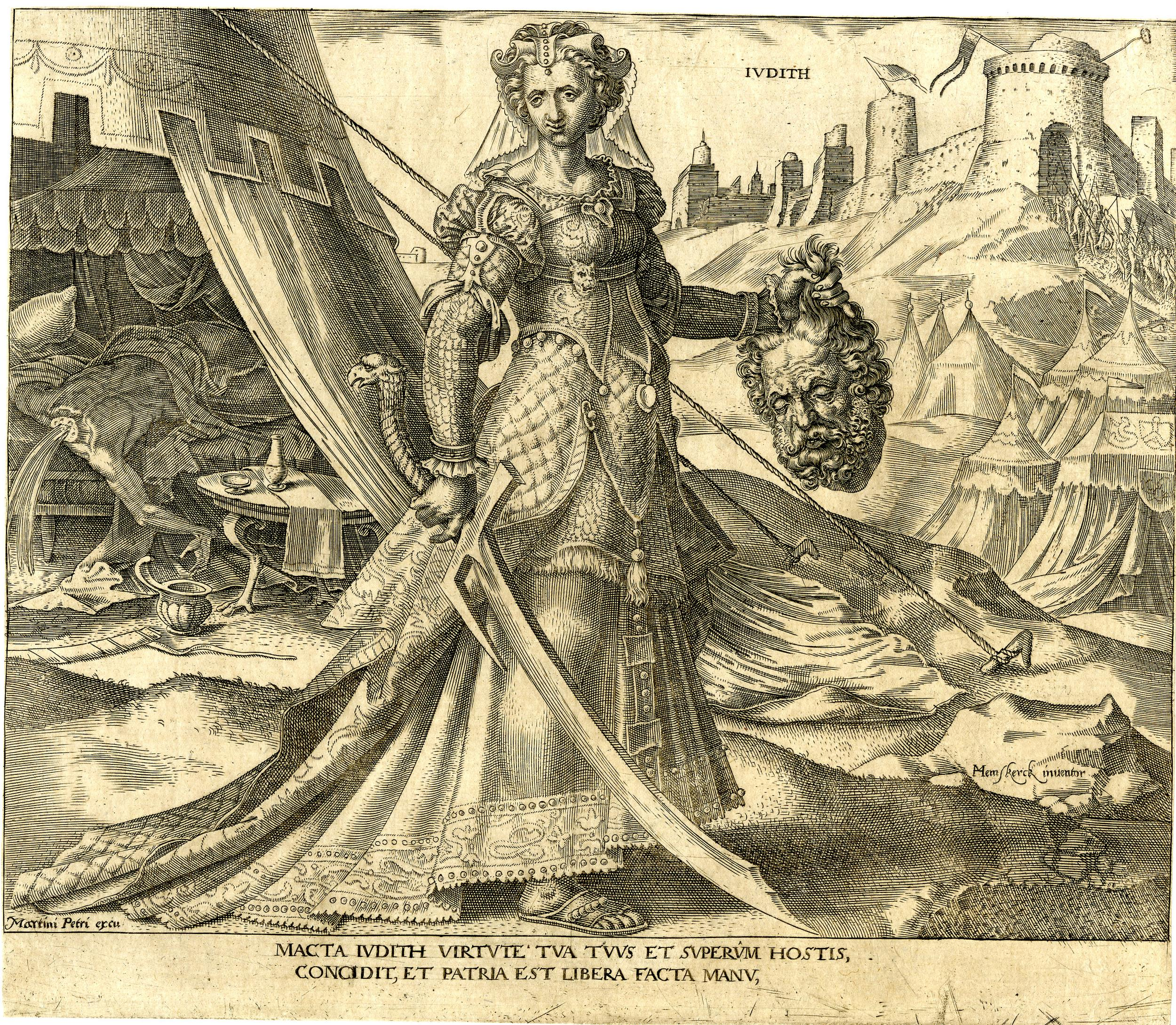
Grabado de Judith inscrito Martini Petri excu en la esquina izquierda

Maarten Peeters o Marten Peeters van Ghelle  ( c. 1500 - 1566) fue un pintor, editor de grabados y comerciante flamenco activo en Amberes .
Peeters nació en Geel, en el Ducado de Brabante, hacia 1500. También se le llamó Martinus Petri, Merten Peters y Marteen van Gheele. Se trasladó a Amberes, donde ejerció como pintor, editor de grabados y comerciante. Fue miembro del gremio de comerciantes (Meerseniers) en 1524/25. Al año siguiente, se le informa de que forma parte del Gremio de San Lucas de Amberes como pintor. Fue decano del gremio en 1533, 1546 y 1558. Fue decano cinco veces en total entre 1533 y 1559. Su hijo, Maarten II, aparece como wijnmeester, es decir, hijo de un maestro.
Estuvo activo como editor en las décadas de 1550 y 1560. Estaba particularmente interesado en el arte francés e italiano. Publicó láminas de Francesco Primaticcio y obras de artistas flamencos influenciados por el estilo italiano y, entre otras cosas, volvió a publicar casi todas las láminas de Lucas van Leyden. Se convirtió en el tutor legal de dos hijos de Pieter Coecke van Aelst, Michiel y el futuro pintor Pieter II. Fue su tutor durante su minoría de edad.
Se casó con Marie Jansdochter, hija de Jan van der Haer y Gheertruyde Diericks Coevoet. Su hijo, Maarten Peeters II, también pintor, se casó con Johanna Reyns, la viuda del pintor Willem Key. Maarten II pudo haber continuado con el negocio de su padre.
Murió en Amberes después de 1565, probablemente alrededor de 1566 o poco antes.

## Otras lecturas
- Wouk, E.H. (April 2015). Maarten Peeters, publisher at the Sign of the Golden Fountain. Delineavit et Sculpsit no. 38.